# Miki Biasion
Massimo 'Miki' Biasion, född 7 januari 1958, är en italiensk rally-världsmästare. Han vann Rally-VM 1988 och 1989 för Lancia och sammanlagt 17 VM-rallyn under sin karriär.